# LCR 미터

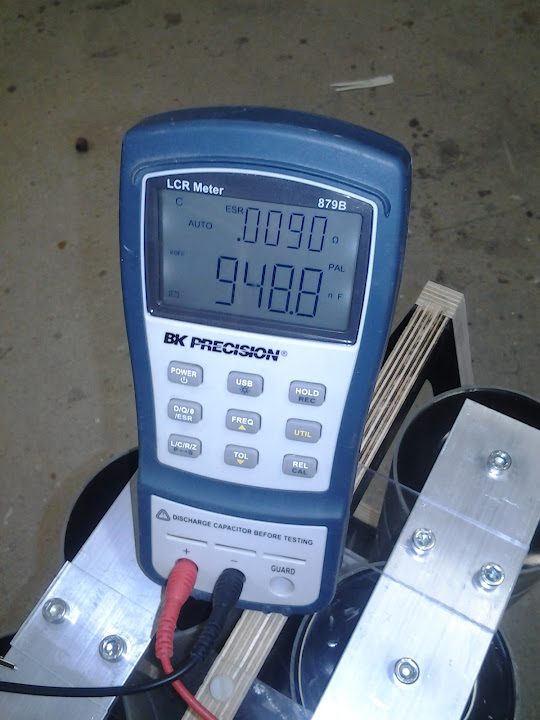
휴대용 LCR 미터

LCR 미터(LCR meter)는 전자 부품의 인덕턴스(L), 커패시턴스(C) 및 저항(R)을 측정하는 데 사용되는 전자 테스트 장비의 일종이다. 이 계측기의 더 단순한 버전에서는 온저항이 내부적으로 측정되고 표시를 위해 해당 정전 용량 또는 인덕턴스 값으로 변환되었다. 테스트 중인 커패시터 또는 인덕터 장치에 온저항의 상당한 저항 구성 요소가 없는 경우 판독값은 합리적으로 정확해야 한다. 보다 진보된 설계는 진정한 인덕턴스 또는 커패시턴스뿐만 아니라 커패시터의 등가 직렬 저항과 유도성 부품의 Q 인자를 측정한다.